# Nomada flavoguttata
Nomada flavoguttata ist eine Biene aus der Familie der Apidae. Die Art ist Nomada discrepans sehr ähnlich.

## Merkmale
Die Bienen haben eine Körperlänge von 5 bis 7 Millimetern. Der Kopf und der Thorax der Weibchen sind schwarz und haben eine rote Zeichnung. Die Tergite sind rot, das erste ist basal schwarz, das zweite und dritte hat gelbe Flecken. Das Labrum ist in der Regel schwarz, selten jedoch gelb und trägt drei Zähnchen, von denen das mittlere häufig größer ist als die anderen beiden. Das dritte Fühlerglied ist kürzer als das vierte. Das Schildchen (Scutellum) hat zwei rote Flecken. Die Schienen (Tibien) der Hinterbeine sind am Ende mit einem Borstenhaar und zwei bis vier kurzen, kleinen Dornen versehen. Die Männchen haben einen schwarzen Kopf mit gelber Zeichnung. Der Thorax ist schwarz. Die Calli sind ebenso wie die Tergite rot. Letztere sind basal mehr oder weniger verdunkelt. Auf dem zweiten bis fünften Tergite befinden sich gelbe Flecken. Das Labrum ist schwarz, selten aber auch gelb. Das dritte Fühlerglied ist viel kürzer als das vierte. Die Schenkel (Femora) der Hinterbeine sind kurz behaart. Die Schienen der Hinterbeine sind am Ende abgerundet und tragen ein Borstenhaar und zwei oder drei kurze, kleine Dornen.

## Vorkommen und Lebensweise
Die Art ist in ganz Europa verbreitet. Die Tiere fliegen von Mitte März bis Ende August. Die Art parasitiert Andrena falsifica, Andrena minutula, Andrena minutuloides, Andrena semilaevis und Andrena subopaca. Vermutlich parasitieren sie auch weitere Arten der Andrena minutula-Gruppe. Die lange Flugzeit ist entweder durch zwei Generationen oder die Abhängigkeit der verschiedenen Wirte bedingt.

## Belege
- Felix Amiet, M. Herrmann, A. Müller, R. Neumeyer: Fauna Helvetica 20: Apidae 5. Centre Suisse de Cartographie de la Faune, 2007, ISBN 978-2-88414-032-4.